# Mischleiter
In einem Mischleiter, auch Mixed Ion-Electron Conductor (oder kurz MIEC) genannt, beruht die elektrische Leitfähigkeit sowohl auf Elektronenleitung als auch auf Ionenleitung.
Beispiele sind Festelektrolyte mit elektronischer Leitfähigkeit, wie sie in der Festkörperionik untersucht werden.
Mischleiter sind zum Beispiel Strontiumtitanat (SrTiO3), Titan(IV)-oxid (TiO2), Cer(IV)-oxid (CeO2), Lithiumeisenphosphat (LiFePO4) und LiMnPO4.